# Rufus Beck
Rufus Beck, né le 23 juillet 1957 à Heidelberg, est un acteur allemand de théâtre, de cinéma également acteur de doublage. Il est populaire entre autres en tant que lecteur des livres Harry Potter et Burg Schreckenstein (série de livres de jeunesse de l’auteur allemand Oliver Hassencamp) . Il se fait connaître du grand public en 1994 dans le rôle de Waltraud dans le film Les nouveaux mecs.

## Carrière
Après avoir obtenu son diplôme de l’enseignement secondaire en 1976 et avoir presté son service civil, Rufus Beck entamme des études islamiques, étudie également l'ethnologie et la philosophie à l'Université de Heidelberg . Dès 1977, après une formation d’acteur dans sa ville natale, il accepte des engagements au Landestheater de Tübingen, au théâtre de Francfort (Schauspiel Frankfurt), de Cologne (Schauspiel Köln), au Bayerischen Staatsschauspiel de Munich, au Kammerspiele de Munich et au Berliner Ensemble de Berlin .
En 1989, Rufus Beck est élu «Meilleur jeune acteur de l'année» par la revue Theater heute. La même année, il reçoit le prix des jeunes talents de l'Association des amis du Théâtre d'État de Bavière (des Vereins der Freunde des Bayerischen Staatsschauspiels).
En 1990 il part tournée en Union soviétique avec la pièce Les brigands de Friedrich Schiller : Moscou, Irkoutsk et Alma-Ata (Almaty). 
En 1991, lors d'une tournée en Amérique du Sud, il joue dans Miss Sara Sampson de G.E. Lessing.
Rufus Beck est apparu dans plus de 70 productions télévisuelles et 14 productions cinématographiques, producteur de plus de 200 livres audio dont les romans Harry Potter, mais aussi, pour les enfants, des contes de noël . Il donne sa voix à chacun des nombreux personnages et utilise différents dialectes et accents. Bon nombre de ses livres audio sont disques d'or, disques de platine ou ont obtenu une distinction.
En 2004, il met en scène à Istanbul, en vue d’une tournée mondiale, Night of the Sultans – Pandoras Legend, un spectacle de danse.
Rufus Beck réalise des arrangements théâtraux pour ses propres spectacles. Il écrit également des livres pour enfants : en 2006, il publie l'anthologie Geschichten für uns Kinder heraus (Histoires pour nous les enfants)  et en 2007, Kinder lieben Märchen und entdecken Werte (littéralement : Les enfants adorent les contes de fées et découvrent les valeurs) .
Ses enfants Jonathan Beck, Sarah Beck et Natalie Spinell sont également acteurs. Rufus Beck vit à Munich.
Fin des années 1990, il fait avec J. K. Rowling, auteure de Harry Potter, une tournée de lecture à travers l'Allemagne ,

## Distinctions
- 1989 : Le Prix du jeune acteur de l’Association des amis du théâtre de Bavière Förderpreis (Vereins der Freunde des Bayerischen Staatsschauspiels)
- 1989-1990 : Prix du jeune acteur de la revue théâtrale allemande Theater heute
- 1994 : Le Bambi pour le film Les Nouveaux Mecs
- 2006 : Le Großer Hersfeld-Preis – Pour le rôle de Mephisto dans Faust (Mise en scène Torsten Fischer)
- 2000 : Le Hörkules (prix du livre audio) pour Harry Potter à l’école des sorciers
- 2008 : Le Hörkulino (prix du livre audio) pour Harry Potter et le Prince de sang mêlé

## Filmographie (sélection)
- 1989 : Peter Strohm : Damenopfer
- 1990 : Derrick : La bicyclette (Tod am Waldrand) : Manni Georg[11]
- 1991 : Derrick : Passage dangereux (Gefährlicher Weg durch die Nacht) : Benno Haucke
- 1992 : Kleine Haie de Sönke Wortmann : Woyczek
- 1992 : Tatort : Falsche Liebe: Mickey
- 1993 : Le Renard : La lettre épinglée (Nächstenliebe) : Erich Kapuske
- 1994 : Tatort : Mord in der Akademie : Gereon
- 1994 : Les Nouveaux Mecs de Sönke Wortmann : Waltraud
- 1995 : Natale con papa de Giorgio Capitani : Franz
- 1997 : Tatort : Inflagranti : Le commissaire Stefan Stoll
- 1997 : Soko brigade des stups : Fin d’une période difficile (Durststrecke beendet) : Kühn
- 1998 : Tatort : Brandwunden : Le commissaire Stefan Stoll
- 1998 : Tatort : Berliner Weiße : Alex
- 1998 : Helicops : Jour de congé (Freier Freitag) : Marcel Dante
- 1998 : Vorübergehend verstorben de Sigi Rothemund : Schubert
- 2000 : Le Dernier Témoin : Le Dernier Tableau (Das letzte Bild) : Tom Burckhardt
- 2000 : Café Meineid : Zirkus : Ralf Hagedorn
- 2001 : Émile et les Détectives (Emil und die Detektive) de Franziska Buch : portier
- 2001 : Brazilero de Sotíris Gorítsas : Alex
- 2002 : Tatort : Alibi für Amelie : Udo Retzlaff
- 2002-2004 : Inspektor Rolle (5 épisodes) : Ringo Rolle
- 2005 : Duo de maîtres : Le jugement dernier (Das jüngste Gericht – 1 & 2) : Richter Britz
- 2007 : Tatort : Fettkiller : Johannes Anders
- 2010 : Le cinquième commandement : Le secret des catacombes (Die Priesterin) : Sergio Spinosa
- 2012 : Das Geheimnisder Villa Sabrini de Marco Serafini : Andreas von Weissenfelds
- 2014 : Soko brigade des stups : Das Projekt : Le Pr Maximilian Sundt
- 2018 : Deutsch-les-Landes (5 épisodes) : Gerhard Jäger

## Acteur de doublage (sélection)
- 1998 : 1 001 Pattes : Hopper (Kevin Spacey)
- 2001 : Shrek : Lord Fourquaad (John Lithgow)
- 2001 : Comme chiens et chats : Mr.Tinkles (Sean Hayes)
- 2014 : Bleu saphir : Xemerius, la gargouille parlante